# Kvichak
La rivière Kvichak est un cours d'eau du centre du sud-ouest de l'Alaska aux États-Unis, à la jonction de la Péninsule d'Alaska. Il mesure 60 milles (97 km) de long, et prend sa source au lac Iliamna pour rejoindre la baie Kvichak, dans la baie de Bristol. Les villages de Levelock et d'Igiugig se trouvent sur ses rives.
Le cours d'eau est navigable sur toute sa longueur, et sert de raccourci pour les bateaux qui vont du golfe de Cook à la Baie de Bristol.

## Affluents
- Alagnak – 103 km
- Newhalen – 35 km
  - Chulitna – 145 km
  - Tikalika – 80 km

## Source
- (en) Cet article est partiellement ou en totalité issu de l’article de Wikipédia en anglais intitulé « Kvichak River » (voir la liste des auteurs).